# Kamičani

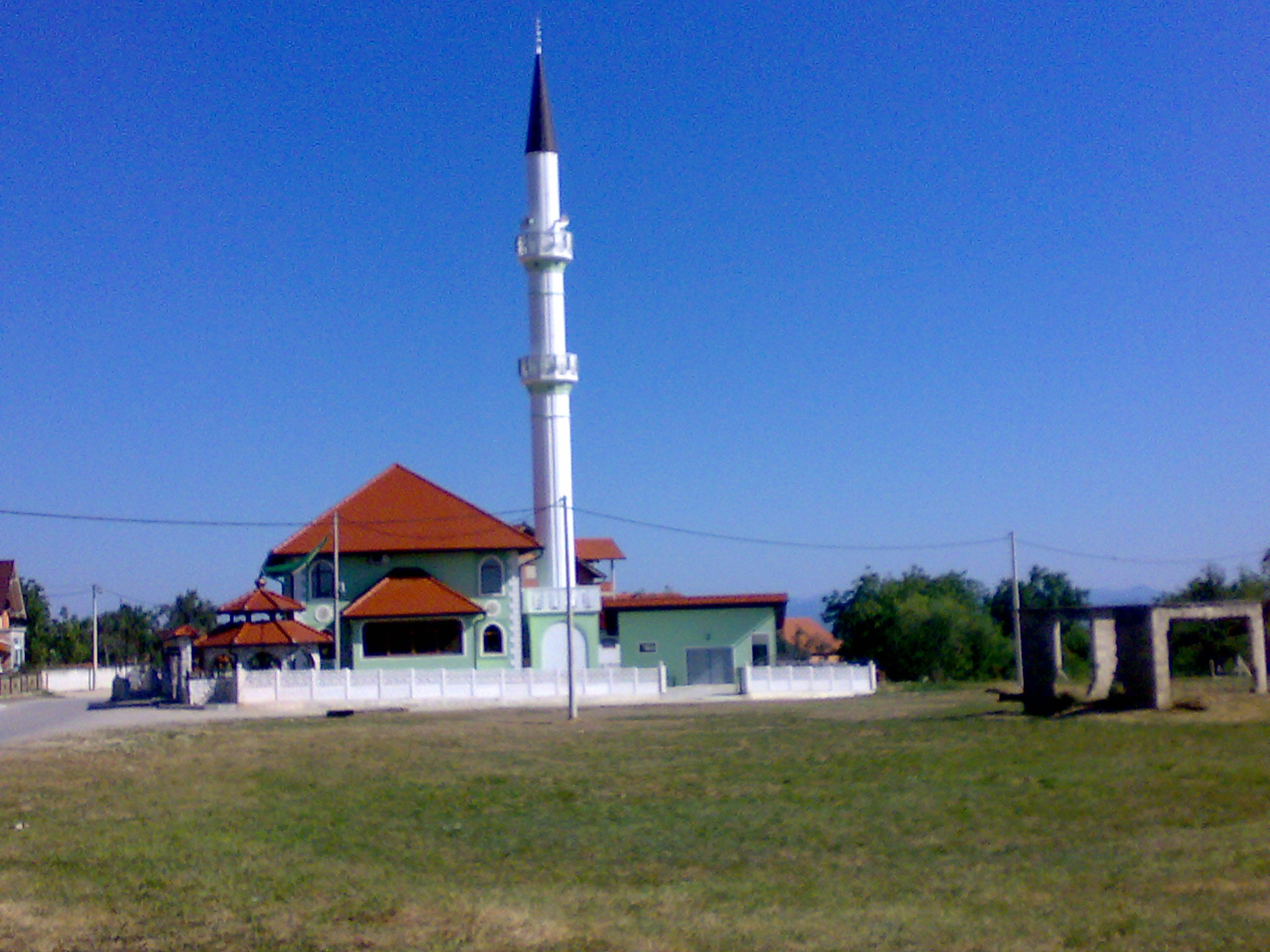
Moschee in Kamičani

Kamičani (serbisch-kyrillisch Камичани) ist ein Ortsteil der Gemeinde Prijedor in der Republika Srpska im Nordwesten von Bosnien und Herzegowina. Kamičani ist ein Teilort von Kozarac und liegt 13 Kilometer von Prijedor entfernt. In Kamičani leben überwiegend Bosniaken. Neben einer Moschee mit einem anliegenden muslimischen Friedhof gibt es in Kamičani auch eine alte Kirche, neben der 2001 eine neue gebaut wurde. Die Moschee wurde vor über 300 Jahren erbaut und zählte damit zu den ältesten Moscheen in Bosnien und Herzegowina. Sie wurde während des Krieges zerstört und wieder in modernen Formen aufgebaut. 
Koordinaten: 44° 58′ N, 16° 51′ O